# Thibaut Blanqué
Thibaut Blanqué, né le 9 avril 1986, à Metz, en France, est un ancien joueur français de basket-ball. Il évolue au poste d'ailier.